# Mysore-winde
De Mysore-winde (Thunbergia mysorensis) is een plant uit de familie Acanthaceae. Het is een windende, tot 10 meter lange klimmende plant. De bladeren zijn tegenoverstaand, elliptisch tot langwerpig en 7-15 bij 2,5-9 centimeter breed. Vanuit de bladvoet ontspringen drie krachtige nerven.
De bloemen groeien aan omlaaghangende steeltjes in hangende, tot 90 centimeter lange trossen. Vaak zijn er aan een tros maar twee of drie bloemen tegelijk open. De bloeitijd duurt lang. De bloemen zijn hoger dan breed. De kelk wordt omsloten door 2-2,5 centimeter lange, meestal purperen schutbladeren. De kroonbuis is opgericht. De bloemkroon is tot 6 centimeter hoog en tot 4 centimeter breed en grotendeels geel van kleur. Alleen de top van de vijf teruggeslagen kroonslippen is vaak rood. Uit de bloem steken vier meeldraden en een gekromde stijl omhoog. De bloemen produceren veel nectar dat in zijn natuurlijke verspreidingsgebied honingvogels als bestuivers aantrekt. De vruchten zijn circa 1 centimeter groot en bolvormig met een tot 2 centimeter lange snavel.
De Mysore-winde is endemisch in Zuid-India. De plant heeft veel warmte nodig en loopt al beschadigingen op bij 10 °C. Hij wordt vooral veel op pergola's gekweekt. In Nederland groeit de plant onder andere in de Burgers' Bush in de Burgers' Zoo (Arnhem) en in de hoge kas van de Hortus Botanicus Leiden.

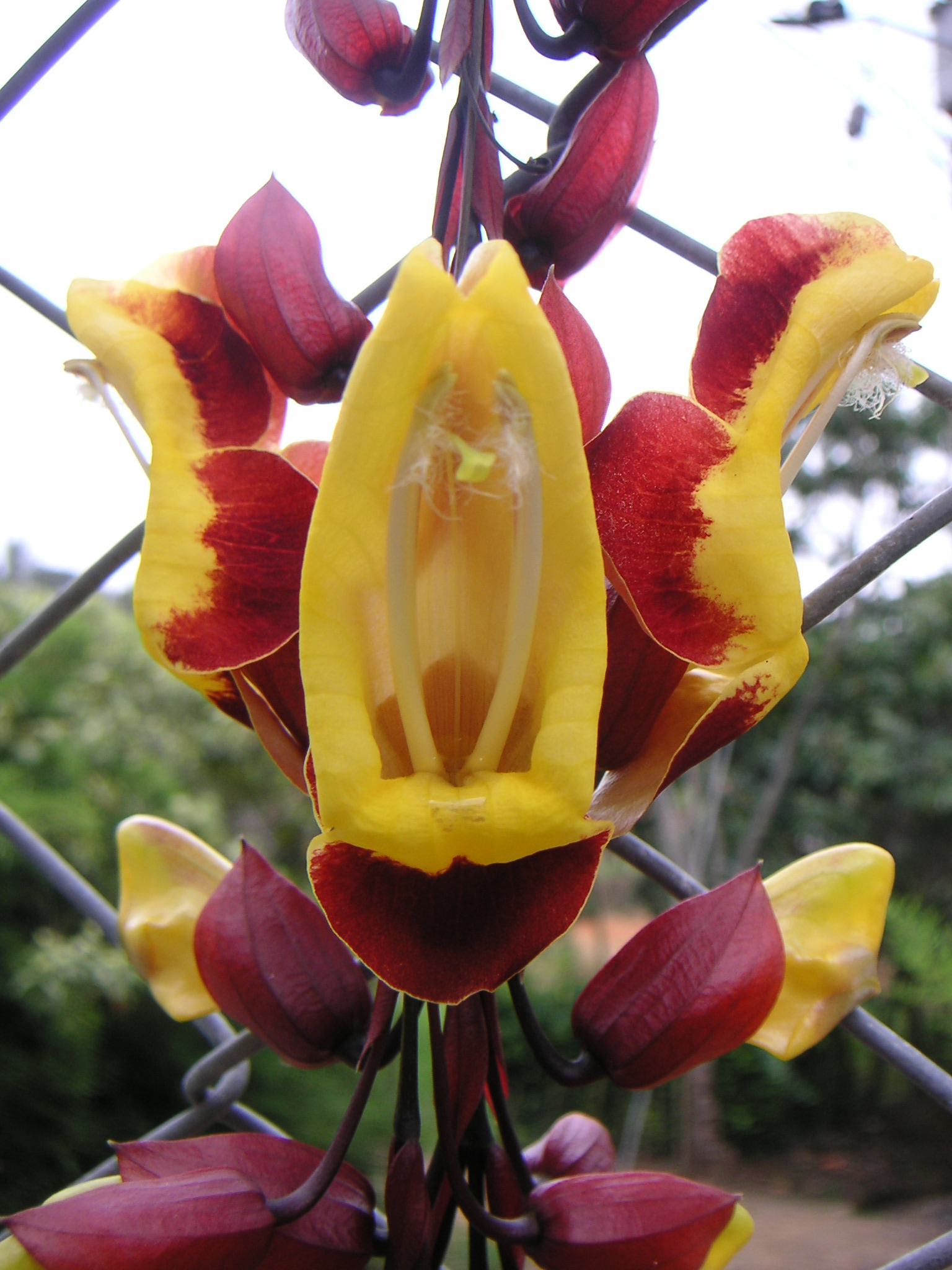
Bloem

... · 
T. adenocalyx · 
T. alata (Suzanne-met-de-mooie-ogen) · 
T. amoena · 
T. anatina · 
T. angolensis · 
T. angulata · 
T. annua · 
T. armipotens · 
T. arnhemica · 
T. atacorensis · 
T. atriplicifolia · 
T. austromontana · 
T. bancana · 
T. barbata · 
T. batjanensis · 
T. battiscombei · 
T. benguettensis · 
T. bianoensis · 
T. bicolor · 
T. bogoroensis · 
T. brachypoda · 
T. brachytyla · 
T. buennemeyeri · 
T. capensis · 
T. chrysops · 
T. clarkei · 
T. coccinea · 
T. colpifera · 
T. crispa · 
T. dasychlamys · 
T. dregeana · 
T. eberhardtii · 
T. erecta · 
T. erythreae · 
T. eymae · 
T. fasciculata · 
T. fastuosa · 
T. fischeri · 
T. fragrans · 
T. geoffrayi · 
T. gibsonii · 
T. gracilis · 
T. graminifolia · 
T. grandiflora (Grootbloemige thunbergia)  · 
T. gregorii · 
T. guerkeana · 
T. hamata · 
T. hastata · 
T. hebecocca · 
T. hederifolia · 
T. heterochondros · 
T. hirsuta · 
T. holstii · 
T. huillensis · 
T. hyalina · 
T. ilocana · 
T. jayii · 
T. kangeanensis · 
T. kirkiana · 
T. kirkii · 
T. laborans · 
T. lacei · 
T. laevis · 
T. lancifolia · 
T. lathyroides · 
T. laurifolia · 
T. liebrechtsiana · 
T. maculata · 
T. masisiensis · 
T. mechowii · 
T. microchlamys · 
T. mildbraediana · 
T. mufindiensis · 
T. mysorensis (Mysore-winde) · 
T. natalensis · 
T. petersiana · 
T. pondoensis · 
T. purpurata · 
T. pynaertii · 
T. quadrialata · 
T. quadricostata · 
T. richardsiae · 
T. rufescens · 
T. ruspolii · 
T. schimbensis · 
T. stelligera · 
T. trachychlamys · 
T. vogeliana · 
...